# Joué-lès-Tours
Joué-lès-Tours ist eine Stadt mit 38.432 Einwohnern (Stand: 1. Januar 2022) im Département Indre-et-Loire in der Region Centre-Val de Loire südlich von Tours, oft als deren Vorort dargestellt.

## Geschichte
Im 6. Jahrhundert wird an dieser Stelle erstmals eine kleine Ansiedlung mit dem Namen Jocondiacum erwähnt, die Menschen lebten wohl von ihrer eigenen Landwirtschaft und bauten frühzeitig Wein an. Nachdem 1807 Kaiser Napoléon die Errichtung von Katasterämtern für alle französischen Kommunen vor allem zur Berechnung der seit 1790 erhobenen Grundsteuern angeordnet hatte, gab es ab 1826 auch in Joué das erste Katasteramt, welches in 17 Sektionen unterteilt wurde. In einer Sektion wurden 2000 Parzellen von Weinbauern erfasst, die einen vorzüglichen Wein mit dem Namen Noble Joué produzierten, der sich aus drei Traubensorten zusammensetzte, dem trüben Pinot meunier, dem schwarzen Pinot noir und dem Malvoisie. In einer Veröffentlichung von 1832 (Topographie de tous les vignobles connus) wird dieser Wein wie folgt beschrieben: „eine schöne Farbe, ein voller Körper, angenehmer Alkohol, wunderbarer Geschmack – und alles für 3 Francs, man kann ihn vergleichen mit den besten bekannten Weinen der Auxerre-Lagen im Département de l'Yonne“. Dieser Wein wird heute als Touraine-noble-joué Appellation d’Origine Contrôlée (AOC) hergestellt.
Die Sektion B des Katasters enthielt einen Marktflecken, der hier erstmals präzise beschrieben wurde mit „einige Häuser rund um eine Kirche“ (im Jahre 1846 zählte dieser Marktflecken nur 96 Einwohner, wahrscheinlich wegen seiner Lage abseits aller Verkehrswege). In der zweiten Hälfte des 19. Jahrhunderts kam es zu einer ersten Vergrößerung durch den Bau mehrerer öffentlicher Gebäude (Bahnhof, Post) im Zuge der beginnenden Industrialisierung (eine Brikettfabrik entstand) und damit einhergehendem Bevölkerungswachstum.
Durch die bessere verkehrsmäßige Anbindung an das Fernstraßen- und das Eisenbahnnetz wuchs dann bald ein industriell geprägter Ort heran.
1964 wurden einige Stadtteile an Tours abgetreten.

### Bevölkerungsentwicklung
| Jahr                       | 1962 | 1968   | 1975   | 1982   | 1990   | 1999   | 2011   | 2017   |
| Einwohner                  | 9074 | 17.826 | 27.450 | 34.704 | 36.798 | 36.517 | 36.554 | 37.893 |
| Quellen: Cassini und INSEE |      |        |        |        |        |        |        |        |

## Städtepartnerschaften
- Kilmarnock in Schottland
- Hechingen in Baden-Württemberg
- Santa Maria da Feira in Nordportugal
- Ogre in Lettland
- Città di Castello in Mittelitalien[1]

## Wirtschaft und Kultur
Heute befinden sich im Ort rund tausend Unternehmen, darunter auch ein großes Medienzentrum in einem modernen Bau.
1995 erhielt der Ort den Ehrennamen „Stadt des Kunsthandwerks“.
Seit 1997 findet in der Stadt alljährlich ein Kunstfestival auf den Straßen statt (Festival les année Joué), bei dem die Besucher vor allem Artistik und Tanz sehen und Gesangsgruppen hören können.
In der Umgebung wird Weinbau betrieben.

## Gebäude und Sehenswürdigkeiten
- Modernes Rathaus
- Kirchen St. Peter-und-Paul (Bild), St. Joseph, Maria Verkündigung
- Kinos, Sportstätten und Schulen

Das moderne Rathaus von Joué-lès-Tours
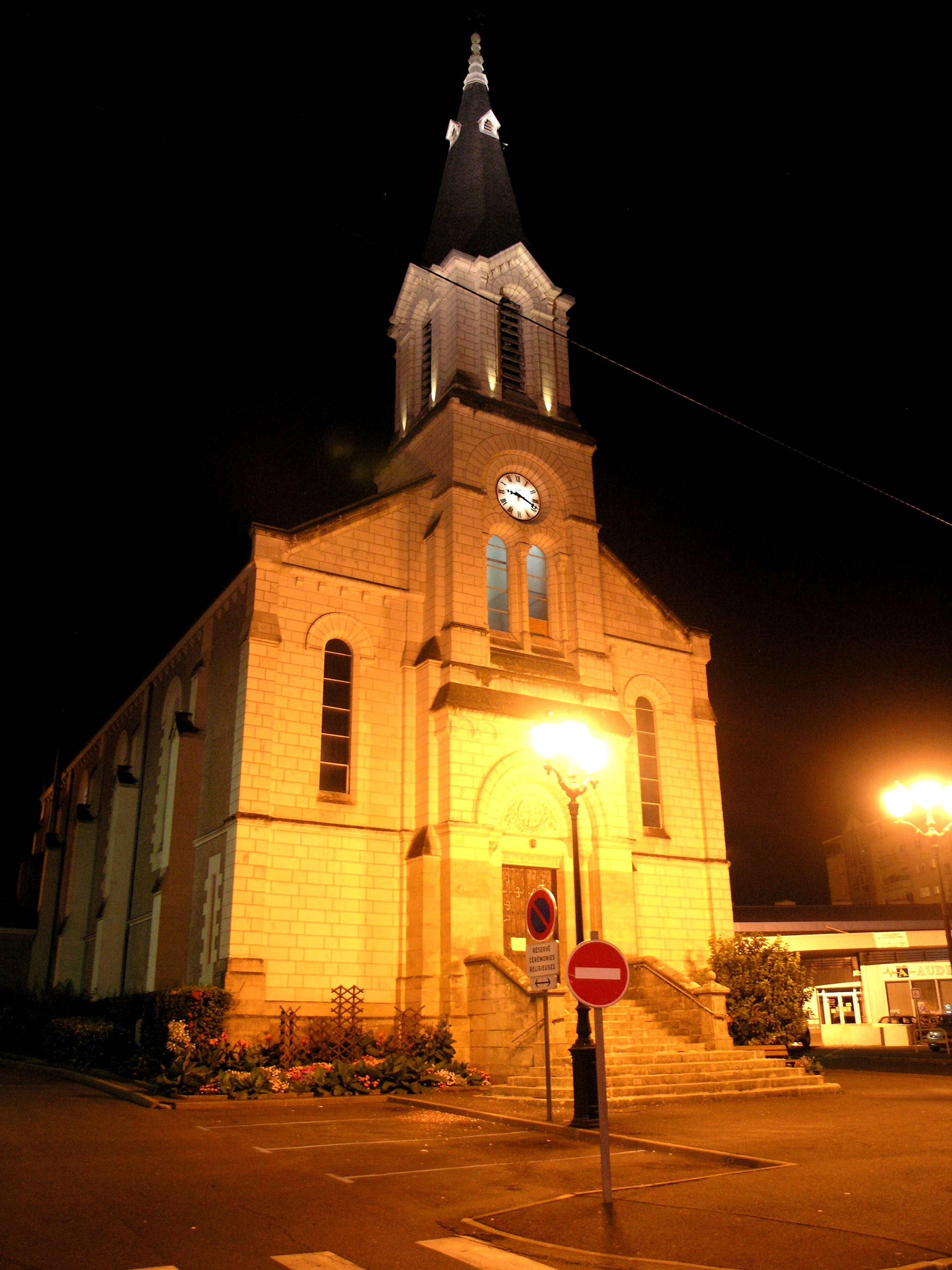
Die Kirche „Sankt Peter-und-Paul“

## Sport
Joué-lès-Tours besitzt einen Baseballclub (Les Coyotes) und einen Triathlon-Club.

## Persönlichkeiten
- Jean-Pierre Danguillaume (* 1946), französischer Radrennfahrer
- Stéphane Dalmat (* 1979), französischer Fußballspieler